# Споменик Вуку Караџићу (Београд)
Споменик Вуку Караџићу јесте споменик у Београду и представља статуу Вука Караџића. Споменик се налази на раскрсници Булевара краља Александра и Рузвелтове улице.

## Подизање споменика
Идеју за подизање споменика дала је Српска књижевна задруга 1920. Више година су, преко прилога, прикупљана средства за изградњу овог споменика.
Предвиђено је да се споменик буде изливен у бронзи и постављен на гранитном постољу, а за израду споменика је требало да буде расписан опште југословенски конкурс.
Тек је 1932. изливена фигура од бронзе и донета у Београд. Аутор је био академски вајар Ђорђе Јовановић.
Првим званичним Решењем из 1932. године, одређено је да се за подизање споменика Вуку Караџићу уступи место у средини парка пред универзитетом (данашњи Студентски парк), између Споменика Доситеју Обрадовићу и Јосифу Панчићу. Ипак 1937. године, непосредно пред обележавање стопедесетогодишњице Вуковог рођења, долази до промене одлуке о месту постављања Вуковог споменика. Као нова и коначна локација одређено је место на углу Булевара краља Александра и Рузвелтове улице у Парку Ћирила и Методија.
Донатори новца за подизање споменика били су знаменити српски интелектуалци др Владимир Ћоровић, др Александар Белић, др Павле Поповић и градоначелник Београда Влада Илић.
Споменик је висок 7,25 метара, а откривен је 7. новембра 1937. године, поводом 150 година од рођења Вука Караџића. По овом споменику названа је подземна железничка станица "Вуков споменик", а цео крај града се назива "код Вука".
Споменик Вуку Караџићу припада групи репрезентативних и монументални јавних споменика подигнути заслужним личностима српског народа. Иако изведен током позног периода уметниковог опуса, споменик носи све квалитете ауторског израза. Због својих културно-историјских вредности. Споменик је утврђен за културно добро 1965. године.
Обнављање споменика је било у новембру и децембру 2022. године.